# Elenchus mexicanus
Elenchus mexicanus är en insektsart som först beskrevs av Pierce 1961.  Elenchus mexicanus ingår i släktet Elenchus och familjen stritvridvingar. Inga underarter finns listade i Catalogue of Life.